# 加措活佛
加措活佛（1980年9月9日—），藏族公眾人物，俗姓不詳，先後就讀於色達喇榮寺五明佛學院、北京民族大学、北京大学哲學系，現駐於四川省甘孜藏族自治州扎嘎寺，是慈爱基金会的發起人及执行长。

## 作品一覽

### 散文
- 加措：《一切都是最好的安排》，出版社：中国友谊出版公司，ISBN：9787505729230。

## 外部連結
- 加措活佛-慈爱基金-官方新浪微博（页面存档备份，存于）
- 关于加措活佛-微信公眾平台（页面存档备份，存于）
- 加措活弗慈爱基金--腾讯博客（页面存档备份，存于）
- 加措活佛-官方Facebook[永久]